# NGC 2208
NGC 2208 је лентикуларна галаксија у сазвежђу Кочијаш која се налази на NGC листи објеката дубоког неба.
Деклинација објекта је + 51° 54' 36" а ректасцензија 6h 22m 34,6s. Привидна величина (магнитуда) објекта NGC 2208 износи 13,3 а фотографска магнитуда 14,3. NGC 2208 је још познат и под ознакама UGC 3452, MCG 9-11-10, CGCG 260-7, NPM1G +51.0053, PGC 18911.